# 278 v. Chr.
Portal Geschichte | Portal Biografien | Aktuelle Ereignisse | Jahreskalender | Tagesartikel

◄ |
4. Jahrhundert v. Chr. |
3. Jahrhundert v. Chr. |
2. Jahrhundert v. Chr. |
►

◄ | 290er v. Chr. | 280er v. Chr. | 270er v. Chr. | 260er v. Chr. |
250er v. Chr. |
►

◄◄ | ◄ | 281 v. Chr. | 280 v. Chr. | 279 v. Chr. | 278 v. Chr. |
277 v. Chr. |
276 v. Chr. |
275 v. Chr. |
► |
►►
Staatsoberhäupter

## Ereignisse

### Östliches Mittelmeer
- Die Nördliche Liga, bestehend aus Bithynien unter König Nikomedes I., den Griechenstädten an der Schwarzmeerküste und dem Reich Pontos, bieten den nach Kleinasien eingedrungenen Galatern (mit den Stämmen der Tektosagen, Tolistobogier und Trokmer) an, sich in der dann nach ihnen benannten Landschaft Galatien im anatolischen Hochland um Ankara und Gordion niederzulassen, um von dort Plünderungszüge gegen das Seleukidenreich zu unternehmen.
- Antigonos II. Gonatas und Antiochos I. schließen Frieden.
- Arsinoë II., Schwester des ägyptischen Königs Ptolemaios II., sorgt dafür, dass dessen Frau Arsinoë I. wegen angeblicher Verschwörung verurteilt und verbannt wird; Arsinoë II. heiratet daraufhin selbst Ptolemaios, die alte ägyptische Tradition der Geschwisterehen der Pharaonen aufnehmend.

### Westliches Mittelmeer
- Syrakus, das von Karthago angegriffen wird, ruft Pyrrhus von Epirus zu Hilfe, der daraufhin den verlustreichen Krieg gegen die Römer unterbricht und nach Sizilien zieht. Zugleich verbündet sich Karthago mit Rom und entsendet eine Hilfsflotte unter Mago nach Ostia. Die Römer gewinnen durch Siege über die Lukanier, Samniten und Bruttier in Süditalien an Boden.
- Römische Truppen, die nach Rhegium gesandt worden waren, um die Stadt zu schützen, erheben sich gegen die dortige Bevölkerung und errichten eine eigene Herrschaft.

### Kaiserreich China
- Der Staat Chu verliert das Gebiet der heutigen Provinz Hubei an Qin.

## Geboren
- Demetrios II., König von Makedonien († 229 v. Chr.)

## Gestorben
- Qu Yuan, chinesischer Dichter (* um 340 v. Chr.)